# Teodoro II Lascaris
Teodoro II Ducas Lascaris (in greco Θεόδωρος Β΄ Δούκας Λάσκαρις?, Theodōros II Doukas Laskaris; Nicea, dicembre 1221 – Nicea, 18 agosto 1258) è stato un imperatore bizantino.
Fu basileus dei romei dal 1254 fino alla sua morte. Fu anche un letterato, un filosofo e un poeta bizantino. Era figlio di Giovanni III Vatatze (da cui prese il primo cognome) e di Irene Lascaris (da cui prese il secondo cognome).

## Biografia

### Origini
Figlio unico del Basileus Giovanni III Ducas Vatatze e della sua prima moglie, Irene Lascaris e pertanto nipote per parte materna dell'imperatore Teodoro I Lascaris, Teodoro era nato nel 1221. Della sua giovinezza nulla è noto salvo il fatto che Giovanni III affidò la sua educazione a Giorgio Acropolite, uno dei suoi principali consiglieri, e a Niceforo Blemmide, entrambi uomini di grande cultura e competenza. Di indole riservata e cagionevole di salute, Teodoro si dedicò intensamente agli studi filosofici e scientifici e, sebbene non fosse stato nominato co-imperatore insieme al padre, tuttavia, partecipò alle decisioni di governo nel corso dell'ultimo decennio del regno paterno.

### Regno

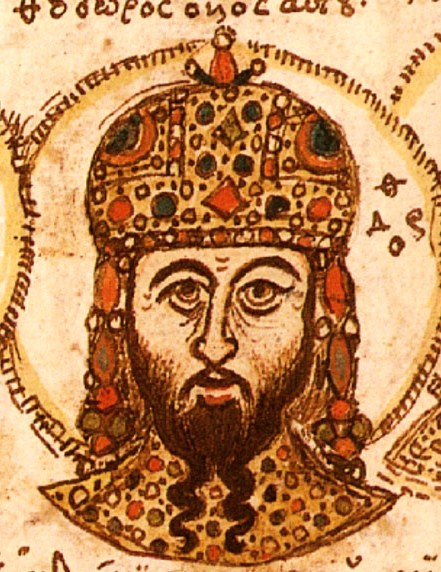
Miniatura del XV secolo rappresentante Teodoro II Lascaris

Alla morte di Giovanni III, il 3 novembre 1254, Teodoro fu acclamato basileus dall'esercito e dalla corte ma fu formalmente incoronato solo dopo la nomina di Arsenio Autoreiano a Patriarca di Costantinopoli.
Appena asceso al trono dovette affrontare l'invasione bulgara della Tracia: in contrasto con il parere dei consiglieri, Teodoro assunse il comando dell'esercito ed assestò una dura disfatta ai nemici, li costrinse a ritirarsi dalla Tracia e, nel 1256, conquistò gran parte dell'odierna Albania e della Macedonia; prostrata dalle sconfitte, la Bulgaria chiese la pace e dovette cedere tutte le terre occupate nell'Impero di Nicea, oltre che cedere alcune proprie piazzaforti di confine. In tal modo, Teodoro consolidava i suoi domini europei ed imponeva una forte ipoteca sull'indipendenza del Despotato d'Epiro. Anche verso l'Epiro Teodoro condusse una politica di mantenimento delle posizioni raggiunte dal padre ma con qualche intraprendenza. Una delle figlie del basileus era già stata promessa ai tempi del padre a Niceforo, figlio di Michele II Ducas, despota dell'Epiro, secondo un accordo siglato nel 1249. Finalmente nel 1257 si celebrò il matrimonio e durante le trattative matrimoniali, svoltesi a Tessalonica e di cui furono protagonisti il basileus e la madre di Michele Ducas, Teodoro II riuscì a ottenere, in nome del matrimonio tra Maria Lascaris e Niceforo, la cessione di molti territori epiroti e di Durazzo ai Niceni. Le trattative, quasi sicuramente, non furono chiare e si giocò da entrambe le parti sull'equivoco tanto è vero che il despota d'Epiro rifiutò categoricamente di abbandonare i territori in questione. Allora il basileus occupò con la forza tanto Durazzo quanto la città macedone di Servia.
In politica interna Teodoro seguì le linee guida paterne ed, in particolare, cercò con ogni mezzo di ridurre l'influenza sociale ed economica dell'aristocrazia. Difatti, abituato sin dall'infanzia a frequentare persone appartenenti ai ceti mercantili, Teodoro concesse ampi spazi alle famiglie provenienti dalle classi medie: garantì loro titoli pubblici ed onori, li incluse nell'amministrazione, li accolse nel Senato, li favorì nell'esercito ed infine garantì al suo miglior amico d'infanzia, Giorgio Muzalon, il prestigioso titolo di megas domestikos.
Tale politica fu aspramente contrastata dalla fazione più vicina alla corte, guidata da Michele Paleologo con il quale Teodoro fu in aspri contrasti: lo accusò, forse falsamente, di cospirazione e lo costrinse a fuggire in esilio presso il Sultano di Rum, il quale cercò con la forza di imporre Michele sul trono di Nicea. Teodoro fu vincitore ma nel mezzo della crisi la sua epilessia, male da cui era affetto fin dall'infanzia, precipitò: morì il 16 agosto 1258 affidando il figlio Giovanni IV Lascaris, un bambino di sette anni, alle cure di Giorgio Muzalon.

## Famiglia
Teodoro sposò nella primavera del 1235 Elena di Bulgaria (1223-1254), figlia di Ivan Asen II, imperatore di Bulgaria, dalla quale ebbe:
- Maria Lascaris (1237 circa - 1258), andata sposa a Niceforo I Ducas, despota d'Epiro;
- Teodora, che sposò Mathieu de Mons, barone di Velligosi, e poi Jakov Svetoslav, despota tsar di Bulgaria;
- Irene Doukaina Laskarina (1244 - 1269), andata sposa a Costantino I Asen († 1277), imperatore di Bulgaria;
- Giovanni IV Lascaris (1250 - 1305 circa), che gli successe come imperatore niceano;
- Eulogìa Lascaris (1248 circa -1307), andata sposa nel 1261 a Guglielmo Pietro I di Ventimiglia († 1283)[6]

## Opere letterarie
È considerato autore di numerosissimi scritti, alcuni dei quali ci sono pervenuti ed altri no. In particolare lo si ricorda come compositore del Grande Canone Paracletico, utilizzato ancor oggi dalla Chiesa Ortodossa. Teologo affermato, a lui si attribuiscono altre opere di carattere religioso come il "Discorso per il Grande Sabato, la Passione del Signore e la Santa Risurrezione", pubblicato verso la fine della vita dell'imperatore. Tra le sue più famose opere teologiche vi sono inoltre Le Teonomie. Scrisse anche molte lettere. Fu l'unico imperatore del XIII secolo ad usare, per riferirsi al mondo bizantino, il termine Greci anziché Romani. Ciò venne interpretato come un accrescimento dell'interesse per la cultura greca antica e un distacco sempre maggiore con la romanità occidentale, aggravatosi dopo la conquista latina di Costantinopoli.

## Ascendenza
|                       |   |                           | Genitori                 |  |  | Nonni |  |  | Bisnonni |  |  | Trisnonni |  |
|                       |   |                           |                          |  |  |       |  |  | …        |  |  | …         |  |
|                       |   |                           |                          |  |  |       |  |  | …        |  |  | …         |  |
|                       |   | …                         |                          |  |  |       |  |  | …        |  |  |           |  |
| Basilio Vatatzes      |   |                           |                          |  |  |       |  |  | …        |  |  |           |  |
|                       |   | …                         | …                        |  |  |       |  |  |          |  |  |           |  |
|                       |   | …                         | …                        |  |  |       |  |  |          |  |  |           |  |
|                       |   | …                         | …                        |  |  |       |  |  |          |  |  |           |  |
| Giovanni III Vatatze  |   | …                         |                          |  |  |       |  |  |          |  |  |           |  |
|                       |   | …                         | …                        |  |  |       |  |  |          |  |  |           |  |
|                       |   | …                         | …                        |  |  |       |  |  |          |  |  |           |  |
|                       |   | …                         | …                        |  |  |       |  |  |          |  |  |           |  |
| …                     |   | …                         |                          |  |  |       |  |  |          |  |  |           |  |
|                       |   | …                         | …                        |  |  |       |  |  |          |  |  |           |  |
|                       |   | …                         | …                        |  |  |       |  |  |          |  |  |           |  |
|                       |   | …                         | …                        |  |  |       |  |  |          |  |  |           |  |
| Teodoro II Lascaris   |   | …                         |                          |  |  |       |  |  |          |  |  |           |  |
|                       | … | …                         |                          |  |  |       |  |  |          |  |  |           |  |
|                       | … | …                         |                          |  |  |       |  |  |          |  |  |           |  |
|                       | … | …                         |                          |  |  |       |  |  |          |  |  |           |  |
| Teodoro I Lascaris    | … |                           |                          |  |  |       |  |  |          |  |  |           |  |
|                       |   | …                         | …                        |  |  |       |  |  |          |  |  |           |  |
|                       |   | …                         | …                        |  |  |       |  |  |          |  |  |           |  |
|                       |   | …                         | …                        |  |  |       |  |  |          |  |  |           |  |
| Irene Lascarina       |   | …                         |                          |  |  |       |  |  |          |  |  |           |  |
|                       |   | Alessio III Angelo        | Andronico Angelo         |  |  |       |  |  |          |  |  |           |  |
|                       |   | Alessio III Angelo        | Andronico Angelo         |  |  |       |  |  |          |  |  |           |  |
|                       |   | Alessio III Angelo        | Eufrosina Castamonitissa |  |  |       |  |  |          |  |  |           |  |
| Anna Comnena Angelina |   | Alessio III Angelo        |                          |  |  |       |  |  |          |  |  |           |  |
|                       |   | Eufrosina Ducena Camatera | Andronico Camatero       |  |  |       |  |  |          |  |  |           |  |
|                       |   | Eufrosina Ducena Camatera | Andronico Camatero       |  |  |       |  |  |          |  |  |           |  |
|                       |   | Eufrosina Ducena Camatera | …                        |  |  |       |  |  |          |  |  |           |  |
|                       |   | Eufrosina Ducena Camatera |                          |  |  |       |  |  |          |  |  |           |  |